# Efecto Zeigarnik

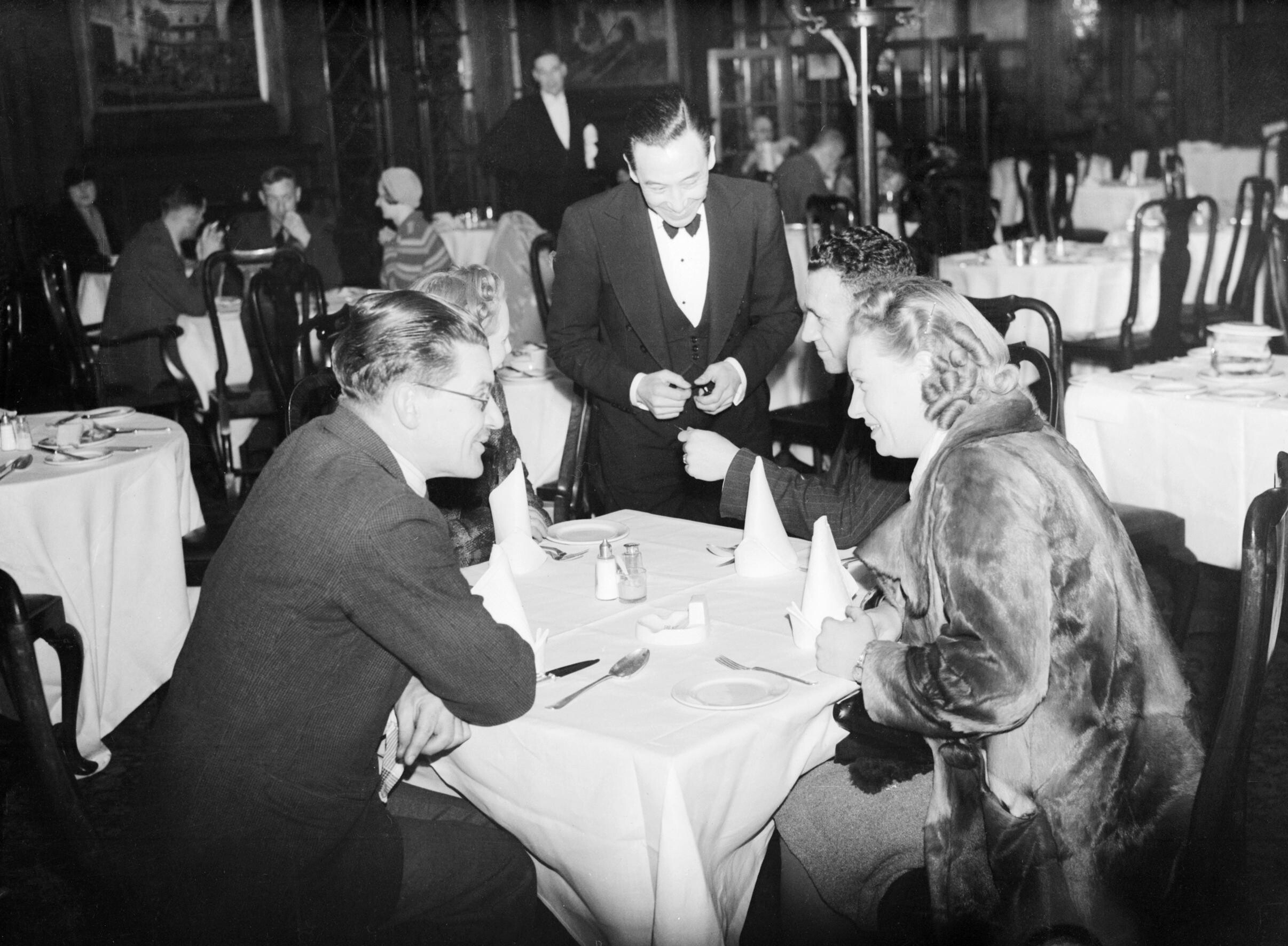
El efecto Zeigarnik fue descrito por la psicóloga Bluma Zeigarnik en 1927, después de que ella y otros notaron que los camareros recordaban los pedidos antes de servirlos, pero luego los olvidaban.

En psicología, el efecto Zeigárnik se produce cuando una actividad que ha sido interrumpida puede ser recordada más fácilmente. Se postula que las personas recuerdan mejor las tareas interrumpidas o no terminadas que las tareas completadas. En la psicología de la Gestalt, el efecto Zeigárnik se ha utilizado para demostrar la presencia general de los fenómenos Gestalt: no solo aparecen como efectos perceptivos, sino que también están presentes en la cognición.
El efecto es llamado así por la psicóloga soviética Bliuma Zeigárnik.

## Historia
La psicóloga rusa Bliuma Zeigárnik estudió el fenómeno por primera vez después de que su profesor y psicólogo de la Gestalt, Kurt Lewin, notara que un camarero tenía mejores recuerdos de los pedidos aún no pagados. Sin embargo, después de completar la tarea (después de que todos hubieran pagado) no pudo recordar más detalles de los pedidos. Zeigárnik diseñó entonces una serie de experimentos para descubrir los procesos subyacentes a este fenómeno. El informe sobre su investigación se publicó en 1927, en la revista Psychological Research.
La utilidad del recuerdo puede explicarse mediante la teoría del campo de Kurt Lewin: una tarea ya iniciada establece una tensión específica de la tarea, lo que mejora la accesibilidad cognitiva de los contenidos relevantes. La tensión se alivia al completar la tarea, pero persiste si se interrumpe. A través de la tensión continua, el contenido se hace más fácilmente accesible y puede ser recordado fácilmente.
El efecto Zeigárnik sugiere que los estudiantes que interrumpen su estudio para realizar actividades no relacionadas (como estudiar un tema diferente o jugar) recordarán el contenido mejor que los estudiantes que completan las sesiones de estudio sin un descanso (McKinney 1935).

## Críticas
La fiabilidad del efecto ha sido objeto de cierta controversia.
Varios estudios, realizados más tarde en otros países, intentando replicar el experimento de Zeigarnik, no encontraron diferencias significativas en el recuerdo entre las tareas «terminadas» e «inacabadas» (por ejemplo, Van Bergen, 1968).